# Guinea-Bisáu en los Juegos Olímpicos de Atlanta 1996
Guinea-Bisáu estuvo representado en los Juegos Olímpicos de Atlanta 1996 por un tres deportistas masculinos que compitieron en dos deportes.
El portador de la bandera en la ceremonia de apertura fue el luchador Talata Embalo. El equipo olímpico no obtuvo ninguna medalla en estos Juegos.